# Schizopyga varipes
Schizopyga varipes là một loài tò vò trong họ Ichneumonidae.